# کریپتو-کمونیسم
کمونیست خزنده (انگلیسی: Crypto-communism) عضو یا هواخواه جنبش کمونیستی است که تمایلات خود را از دیگران مخفی می‌دارد.
بلشویست خزنده با این عبارت هم‌معنی است.